# 角川学園小説大賞
角川学園小説大賞（かどかわがくえんしょうせつたいしょう）は、角川書店が1997年から2010年まで主催していた、ライトノベル新人文学賞である。学園小説と称しているが、学園をキーワードにしていればジャンルを問うことはなく、作品について学校を舞台にした作品いわゆる「学園モノ」に限定しているわけではない。選考に際しては特定の作家による選考委員制度を設けておらず、角川書店のアニメ・コミック事業部が審査を行った。なお、2009年度の第13回より賞題を学園小説大賞に改めたが、2010年度の第14回をもって本賞を終了した。その代替として、2011年度よりスニーカー大賞が年1回から年2回の募集となった。

## 部門
- 自由部門
- ヤングミステリー&ホラー部門（第5 - 10回）

## 受賞者
斜字は未刊行。（）内は改題。後にシリーズ化された作品については、受賞作（第1巻）の刊行時サブタイトルは割愛している場合がある。また、最終選考中でデビューした作家については本表より割愛している。リンクされている著者はプロデビューした者。

### 自由部門
| 回数              | 賞     | タイトル （刊行時表題）                                                                                   | 著者 （刊行時筆名）     |
| ----------------- | ------ | --- | ----------------------- |
| 第1回 （1997年）  | 大賞   | 銀河鉄道☆スペースジャック                                                                                 | 相川万里                |
| 第1回 （1997年）  | 大賞   | 黄昏の終わる刻 （トラブル・てりぶる・ハッカーズ）                                                         | 後池田真也              |
| 第1回 （1997年）  | 金賞   | 歪む教室                                                                                                  | 関俊介                  |
| 第2回 （1998年）  | 奨励賞 | 学園警護［城渓篇］                                                                                        | 瀧川武司                |
| 第3回 （1999年）  | 大賞   | 幻想婚 （フィールド・オブ・スターライト―新任艦長はいつも大変）                                            | 鷹野良仁                |
| 第3回 （1999年）  | 奨励賞 | 朱美君がいっぱい。                                                                                        | 嶋崎宏樹                |
| 第4回 （2000年）  | 優秀賞 | ドラゴン・デイズ （竜が飛ばない日曜日）                                                                   | 咲田哲宏                |
| 第4回 （2000年）  | 奨励賞 | 蛹の中の十日間                                                                                            | 秋葉千景                |
| 第4回 （2000年）  | 奨励賞 | マグダミリア 三つの星 （バルビザンテの宝冠 王の星を戴冠せよ） （ミゼリコルドの聖杖 永遠はわが王のために） | 高殿円                  |
| 第5回 （2001年）  | 優秀賞 | ネクストエイジ                                                                                            | 野島研二 （野島けんじ） |
| 第5回 （2001年）  | 優秀賞 | ばいおれんす☆まじかる!～九重第二の魔法少女                                                                | 林トモアキ              |
| 第5回 （2001年）  | 特別賞 | ネガティブハッピー・チェーンソーエッヂ                                                                    | 滝本竜彦                |
| 第6回 （2002年）  | 大賞   | 光の魔法使い （バイトでウィザード 流れよ光、と魔女は言った）                                              | 椎野美由貴              |
| 第6回 （2002年）  | 優秀賞 | 消閑の挑戦者 パーフェクト・キング                                                                         | 岩井恭平                |
| 第7回 （2003年）  | 奨励賞 | E×N きみとの縁てやつ 巻の一                                                                               | どば                    |
| 第7回 （2003年）  | 特別賞 | 純潔ブルースプリング                                                                                      | 十文字青                |
| 第8回 （2004年）  | 優秀賞 | アンダカの怪造学                                                                                          | 日日日                  |
| 第8回 （2004年）  | 奨励賞 | 多重世界の幻影ども （世界のキズナ 混沌な世界に浮かぶ月）                                                  | 有澤豊満 （有澤透世）   |
| 第8回 （2004年）  | 奨励賞 | 晴れ時どき正義の乙女                                                                                      | 宮崎美由紀 （宮崎柊羽） |
| 第9回 （2005年）  | 優秀賞 | 骨王（ボーンキング） （骨王（ボーンキング）Ⅰ.アンダーテイカーズ）                                         | 野村佳                  |
| 第9回 （2005年）  | 奨励賞 | リバーシブル・シティ （リバーシブル 黒の兵士）                                                            | 水月昂                  |
| 第9回 （2005年）  | 奨励賞 | 地球防衛部! （純情感情エイリアン1 地球防衛部と僕と桃先輩）                                                | こばやしゆうき          |
| 第10回 （2006年） | 奨励賞 | えヴりでい・えれめんたる                                                                                  | 宮本将行                |
| 第10回 （2006年） | 奨励賞 | アオの本と鉄の靴                                                                                          | 吉野一洋                |
| 第11回 （2007年） | 奨励賞 | ×計画予備軍婦人部 （ヒミツのテックガール ぺけ計画と転校生）                                               | 平城山工学 （平城山工） |
| 第11回 （2007年） | 奨励賞 | ウォーターズ・ウィスパー （耳鳴坂妖異日誌 手のひらに物の怪）                                              | 眞木空人 （湖山真）     |
| 第12回 （2008年） | 大賞   | 末代まで!                                                                                                 | 猫砂一平                |
| 第13回 （2009年） | 優秀賞 | なしのつぶて （"菜々子さん"の戯曲 Nの悲劇と縛られた僕）                                                   | 高木敦 （高木敦史）     |
| 第13回 （2009年） | 優秀賞 | 暴走社会魔法学                                                                                            | 夏村めめめ              |
| 第13回 （2009年） | U-20賞 | ハワイ（How was it）？Vol.1                                                                               | 星野アギト              |
| 第14回 （2010年） | 優秀賞 | がらくたヴィーナス                                                                                        | 宮越しまぞう            |

### ヤングミステリー&ホラー部門
第5回から第10回まで全6回実施された。受賞した5作品のうち、刊行されたのは3作品のみである。
| 回数             | 賞     | タイトル （刊行時表題） | 著者 （刊行時筆名） | 刊行年月   | ISBN                | 備考                       |
| ---------------- | ------ | ----------------------- | ------------------- | ---------- | ------------------- | -------------------------- |
| 第5回（2001年）  | 奨励賞 | 匣庭の偶殺魔            | 北乃坂柾雪          | 2001年10月 | ISBN 978-4044270018 |                            |
| 第5回（2001年）  | 奨励賞 | 氷菓                    | 米澤穂信            | 2001年10月 | ISBN 978-4044271015 | 後に角川文庫で新装丁で刊行 |
| 第6回（2002年）  | 優秀賞 | 魔を穿つレイン          | 渚辺環生            | 未刊       | 未刊                |                            |
| 第7回（2003年）  |        | 受賞作なし              | 受賞作なし          | 受賞作なし | 受賞作なし          |                            |
| 第8回（2004年）  | 奨励賞 | キリングドール          | 鈴原まき            | 未刊       | 未刊                |                            |
| 第9回（2005年）  | 優秀賞 | 青春俳句講座 初桜       | 水原佐保            | 2006年6月  | ISBN 978-4048736930 | 四六判ハードカバーで刊行   |
| 第10回（2006年） |        | 受賞作なし              | 受賞作なし          | 受賞作なし | 受賞作なし          |                            |